# جائزة نيوزيلندا الكبرى 1967
جائزة نيوزيلندا الكبرى 1967 هو سباق فورمولا 1 أقيم بتاريخ 7 يناير 1967 في نيوزيلندا. حلّ البريطاني جاكي ستيورات أولا بينما جاء البريطاني جيم كلارك في المركز الثاني وحصل على المركز الثالث البريطاني ريتشارد أتوود.